# Gare de Mitry - Claye
Gare de Mitry - Claye vasútállomás és RER állomás Franciaországban, Mitry-Mory településen.

## Vasútvonalak
Az állomást az alábbi vasútvonalak érintik:
- La Plain-Hirson-vasútvonal

## Kapcsolódó állomások
A vasútállomáshoz az alábbi állomások vannak a legközelebb:
- Gare de Villeparisis - Mitry-le-Neuf (Gare de Saint-Rémy-lès-Chevreuse, Gare de Robinson, B RER-vonal)
- Gare de Compans (Gare de Crépy-en-Valois, Transilien Linie K)
- Gare d’Aulnay-sous-Bois (Paris Gare du Nord, Transilien Linie K)

## Lásd még
- Franciaország vasútállomásainak listája
- A RER állomásainak listája